# Giano Fregoso (doge 1405)
Giano Fregoso (Genova, 1405 – Genova, 16 dicembre 1448) fu il 24º doge della Repubblica di Genova.

## Biografia

Stemma nobiliare dei Fregoso

### Primi anni
Figlio di Bartolomeo Fregoso e di Caterina Ordelaffi (quest'ultima figlia del signore di Forlì Antonio Ordelaffi), nacque nel capoluogo ligure intorno al 1405. Nipote del tre volte doge Tomaso Fregoso, Giano Fregoso venne educato alle materie letterarie, politiche, all'uso delle armi e alla gestione dei fiorenti traffici commerciali che i Fregoso avevano nelle colonie genovesi in oriente.
E proprio per conto dello zio-doge combatté tra il 1436 e il 1437 nei domini alessandrini della Repubblica di Genova conquistando il locale castello di Voltaggio (dove, in un periodo imprecisato, venne investito del titolo di podestà) annientando le truppe del Ducato di Milano del duca Filippo Maria Visconti - e del suo locale alleato Barnaba Adorno - e altri vittoriosi scontri a Gavi.
Nel 1438, ancora durante il dogato di Tomaso Fregoso, sedò una rivolta capeggiata da Giovanni Antonio Fieschi e fu nello stesso anno nominato governatore di Corsica, carica che mantenne per sei anni. Le cronache corse testimonieranno un operato governativo del Fregoso decisamente negativo e di potere, ma tali rapporti, anche a giudizio degli stessi storici, andrebbero tuttavia ricercati nella nota mal convivenza e ostilità tra i locali e il dominio genovese sull'isola che da sempre generarono scontri o diverse interpretazioni dei fatti. Ancora nel 1438 partecipò alla lotta di Renato d'Angiò, sostenuto da Genova, contro il re Alfonso V d'Aragona nella guerra di successione per il trono del Regno di Napoli; Giano Fregoso, in cambio dell'aiuto prestato, venne investito dal primo del titolo di conte di Traetto (l'odierna cittadina laziale di Minturno).
Richiamato a Genova nel dicembre del 1442 in soccorso dello zio doge Tomaso Fregoso a nulla poté contro la conseguente deposizione di quest'ultimo e che portò, dopo un mensile governo di otto Capitani di Libertà, all'elezione del nuovo doge Raffaele Adorno. Rifugiatosi in Corsica per evitare un probabile imprigionamento da parte dell'Adorno, trovò al suo arrivo sull'isola una situazione a lui sfavorevole conseguentemente alla fresca nomina dei due nuovi governatori genovesi - Antonio e Nicolò Montaldo - che, di fatto, presero il suo posto. Ora confinato nei suoi possedimenti isolani, e accerchiato dalle truppe dei reggenti governatori per conto della Repubblica di Genova, tentò dopo alcuni mesi sulla difensiva di trattare con il nuovo governatore Giovanni Montaldo una spartizione del potere con la divisione della Corsica in due mega aree: la prima sotto l'influenza genovese e la seconda sotto il suo controllo e di altri signorotti locali. L'accordo fra i due fu però di breve durata in quanto, catturato e imprigionato Lodovico Fregoso, fratello di Giano, accettò la resa dell'ostilità sull'isola con il dominio genovese nel 1444.
In tale anno, su consiglio dello zio Tomaso Fregoso, preparò la sua personale "vendetta" contro gli Adorno mirando, se possibile, pure ad un suo trionfale ritorno al potere su Genova. Firmato un trattato di pace con il duca Visconti (1444), si mosse dal feudo di famiglia di Sarzana per Nizza dove strinse un accordo (1446) con gli ambasciatori del re Carlo VII di Francia, barattando la sottomissione della capitale genovese, in cambio di aiuti economici o finanziari. La situazione più propizia per mettere in atto il suo piano la colse nel gennaio del 1447 con i malcontenti del popolo genovese verso il dogato di Barnaba Adorno. Nella notte del 29 gennaio fece quindi il suo ingresso armato a Genova, conquistò il palazzo Ducale e dopo un feroce combattimento scacciò il doge Adorno. La mattina del 30 gennaio, per acclamazione popolare, venne eletto trentunesimo doge della repubblica.

### Il dogato e gli ultimi anni
Il dogato di Giano Fregoso dovette subito affrontare i problemi interni legati alle storiche inimicizie della sua famiglia con gli Adorno e i Fieschi, ma anche nello scenario italiano ed europeo la figura del nuovo doge dovette rispondere alle problematiche che si crearono con la corona francese di Carlo VII per il mancato rispetto degli accordi del 1446 (che avrebbero dovuto portare ad una nuova dedizione di Genova verso il regno d'oltralpe), con la Corona d'Aragona (in precedenza alleata dei due dogi Raffaele Adorno e Barnaba Adorno) e con il Ducato di Milano. La situazione sfavorevole per il doge Fregoso mutò, tuttavia, da lì a poco con la morte di Filippo Maria Visconti (13 agosto 1447) che, per una contesa sulla successione, "scombinò" lo scacchiere internazionale e distolse lo sguardo su Genova. La stessa Francia di Carlo VII si preoccupò più di riorganizzare le difese, e soprattutto le risorse economiche, dopo la Guerra dei cent'anni contro il Regno d'Inghilterra.
Dal conto suo il doge Giano Fregoso cercò un'alleanza anti aragonese con il pretendente della signoria milanese, Francesco Sforza, finanziando quest'ultimo nella sua causa di successione con circa 10.000 ducati, regolando con lo stato meneghino i nuovi confini con la repubblica genovese (concedendo, inoltre, un'ampia autonomia all'importante feudo di Novi) e sposando in seconde nozze la figlia Drusiana Sforza. Più difficile e contrastato fu invece il rapporto con il marchese Galeotto Del Carretto, signore del Marchesato di Finale, che nel dogato del Fregoso più volte depredò e assalì diversi centri e territori controllati dalla repubblica genovese. Sulla prima il doge cercò pure un accordo pacifico, addirittura combinando legami matrimoniali, che alla fine divenne scontro sul finire del 1447 e l'inizio del 1448 quando nel Finale furono inviate due navi armate e un esercito di 8.000 soldati al comando del cugino Pietro Fregoso. L'assalto genovese portò alla distruzione di Castel Gavone e all'incendio della capitale Finalborgo che, poco dopo, s'arrese a Genova. I proventi confiscati al marchesato finalese, e girati al Banco di San Giorgio, permisero inoltre alla successiva conquista di Castelfranco e del feudo di Giustenice.
Durante il suo dogato, complice il pontefice sarzanese Nicolò V, instaurò inoltre ottimi rapporti con lo Stato Pontificio ed in particolar modo con il segretario apostolico Flavio Biondo. Per Genova ne rafforzò le mura cittadine e ricostruì la fortezza di Castelletto, quest'ultima demolita dalla popolazione negli scontri del 1436. Incrementò con nuovi sgravi fiscali i commerci e i traffici nelle colonie orientali minacciate, dopo l'inizio della fase calante dell'Impero bizantino, dai Turchi. Sempre nel 1448 sventò le congiure di Giovanni Antonio Fieschi - appoggiato dal re francese come atto di ritorsione per i mancati impegni del 1446 - che venne giustiziato con la decapitazione e degli altri sospettati Niccolò Giustiniani e Battista Giustiniani (forse finanziati da Alfonso V d'Aragona) che furono condannati all'esilio da Genova. Nel luglio acquistò dallo zio Tomaso Fregoso la signoria su Sarzana per 10.000 ducati.
Ammalatosi nel settembre 1448 di una grave malattia, Giano Fregoso morì il 16 dicembre dello stesso anno a Genova nonostante gli sforzi e le cure mediche prestategli. I funerali, celebrati con "grande maestosità", si svolsero nella cattedrale di San Lorenzo da Pietro Pierleoni da Rimini. La salma fu invece tumulata nella chiesa di San Francesco di Castelletto (in seguito demolita) e con l'inaugurazione di un monumento marmoreo in suo onore.

## Discendenza
Dal primo matrimonio con Violante di Brando (figlia del nobile corso Francesco di Brando) ebbe quattro figli: 
- Tommasino, signore di Sarzana e governatore di Corsica
- Leonarda
- Battistina, sposò Jacopo III Appiano, Signore di Piombino
- Tommasina

Dalle seconde nozze con Drusiana Sforza non ebbe invece prole.